# Paralelo 55 sur
El paralelo 55 sur es un paralelo que está 55 grados al sur del plano ecuatorial de la Tierra. Cruza el Océano Atlántico, el Océano Índico, el Océano Pacífico y América del Sur.
A esta latitud el día dura 7 horas con 10 minutos en el solsticio de junio y 17 horas con 23 minutos en el solsticio de diciembre.

## Alrededor del mundo
Comenzando en el meridiano de Greenwich y tomando la dirección este, el paralelo 55 sur pasa sucesivamente por:
| Coordenadas                       | País, territorio o mar | Notas |
| --------------------------------- | ---------------------- | --- |
| 55°0′S 0°0′E / -55.000, 0.000     | Océano Atlántico       | |
| 55°0′S 20°0′E / -55.000, 20.000   | Océano Índico          | |
| 55°0′S 147°0′E / -55.000, 147.000 | Océano Pacífico        | Pasando justo al sur de Isla Macquarie, Australia Pasando justo al norte de Islotes Bishop y Clerk, Australia                                                                  |
| 55°0′S 71°14′O / -55.000, -71.233 | Chile                  | Islas de Gilbert, Londonderry, London, Thompson, Gordon, Hoste, Navarino y Picton                                                                                              |
| 55°0′S 67°0′O / -55.000, -67.000  | Canal Beagle           | |
| 55°0′S 66°42′O / -55.000, -66.700 | Argentina              | Isla Grande de Tierra del Fuego |
| 55°0′S 66°23′O / -55.000, -66.383 | Océano Atlántico       | Pasando justo al sur de Isla de los Estados, Argentina Pasando justo al sur de las Islas Georgias del Sur, Islas Georgias del Sur y Sandwich del Sur (reclamado por Argentina) |